# Quercus lobbii
Quercus lobbii és una espècie de roure que pertany a la família de les fagàcies del subgènere Cyclobalanopsis.

## Distribució
Creix al nord-est de l'Índia (Monts Khàsia, a 1500 m) i a l'oest de Yunnan (Xina), entre els 2800 als 3300 m.

## Morfologia
És un arbre que assoleix els 15 m d'alçada. Les branques són glabres, amb lenticel·les de color gris bru. Les fulles fan 7-13 per 3-5 cm, oblongo-el·líptiques a poques vegades oboval; subcoriàcies, àpex acuminat, base arrodonida o cuneada estret, de color verd brillant, glabres per sobre, de color groc blanquinós, densament estavellat peludes per sota, marge apical serrat en 3/4 parts de la fulla. A la part inferior de la fulla n'hi ha entre 13 a 16 parells de venes prominents, planes o lleugerament elevades per sobre. El pecíol fa entre 1,5 a 2 cm de llarg, glabres. Els estils de tall 3-4, connats a la base. Les glans són subglobosos o ovoides en general, d'1,5 cm de llarg, 1,2 cm de diàmetre, lleugerament aplanades en l'àpex, glabres, cicatriu ampla en la base, elevats, amb una cúpula tancada 1/3 a 1/2, d'uns 8 mm de llarg, 1,5 cm d'ample, tomentosa, blanquinosa per fora, 6-8 anells concèntrics amb vora dentada. Les glans maduren al cap de 2 anys.

## Hàbitat
En el seu hàbitat natural, creix en pinedes i rouredes.

## Sinonímia
- Q. lineata Bl.var. lobbii
- Q. Cyclobalanopsis lobbii
- Q. cyclobalopsis lineata (Blume) Oerst. var. lobbii